# Ogasawara Nagashige

Familienwappen der Ogasawara

Ogasawara Nagashige (jap. 小笠原 長重; * 5. Juni 1650; † 19. September 1732) war ein japanischer Daimyō (Fürst) aus einem Nebenzweig der Ogasawara-Familie während der Edo-Zeit.

## Biografie
Ogasawara Nagashige wurde am 5. Juni 1650 (nach dem alten Kalender am 7. Tag des 5. Monats im 3. Jahr Keian) als zweiter Sohn von Ogasawara Naganori (小笠原 長矩) geboren.
Ogasawara Nagashige war ein ranghohes Mitglied der Hatamoto-Samurai. 1690 wurde er als Nachfolger seines älteren Bruders Nagasuke Daimyō des Lehens (han) Yoshida in der Provinz Mikawa und erhielt die Ämter des Sōshaban-bugyō (奏者番 奉行; zu dt. „Kommissar für Zeremonien“) und die des Jisha-bugyō (寺社奉行; zu dt. „Kommissar für Tempel und Schreine“) innerhalb des Shogunats. Von 17. Oktober 1691 bis 15. Mai 1702 war er Gouverneur von Kyōto (Kyōto shoshidai). 1697 wurde er Rōjū im Shogunat und tauschte sein altes Lehen gegen das wohlhabendere Iwatsuki in der Provinz Musashi. 1710 ging er in den Ruhestand und dankte zu Gunsten seines Sohnes Nagahiro ab. 1711 wurde dieser Ogasawara-Zweig mit dem Lehen von Kakegawa (Provinz Tōtōmi) betraut.
Neben den genannten Funktionen erhielt Nagashige vom Kaiserhof den zeremoniellen Titel des Sado (Etchū) no Kami (zu dt. „Provinzgouverneur von Sado (Etchū)“).

## Rezeption
Ogasawara Nagashiges Name erscheint im historischen Werk Toen shōsetsu (兎園小説, „Geschichten vom Kaninchengarten“) von Kyokutei Bakin aus dem Jahre 1825. Dort heißt es, in Nagashiges Verwaltungsbezirk sei an einem Strand der Ostküste ein Utsuro-bune angeschwemmt worden. Diese Behauptung konnte jedoch widerlegt werden, die Ogasawara-Familie hatte nie direkten Kontakt zu den Küstenbewohnern.